# میدان نفت‌خانه
میدان نفت‌خانه، یک میدان نفتی عراق است که با میدان نفت شهر ایران، از مخزنی مشترک برخوردارند. اکتشاف این میدان در سال ۱۹۲۷ و توسط شرکت نفت انگلیس و عراق انجام شده بود.
این میدان در شمال غرب ایلام در سال ۱۹۲۳ میلادی کشف شد و به طور میانگین روزانه ۱۵ هزار بشکه نفت خام از این میدان تولید می‌شود.